# Fauves hongrois
Les fauves hongrois, en dépit du fait qu’ils n'ont jamais constitué un groupe structuré, ont joué un rôle décisif au sein du mouvement avant-gardiste magyar. Leur point commun résidait dans le fait qu'ils étudiaient à Paris au début du XXe siècle. Certains sont rentrés en Hongrie, d'autres sont restés à Paris et, forts de leurs acquis, y ont réalisé des œuvres fauvistes en même temps, à un ou deux ans d'intervalle, que leurs confrères français de renom.

## Académies parisiennes

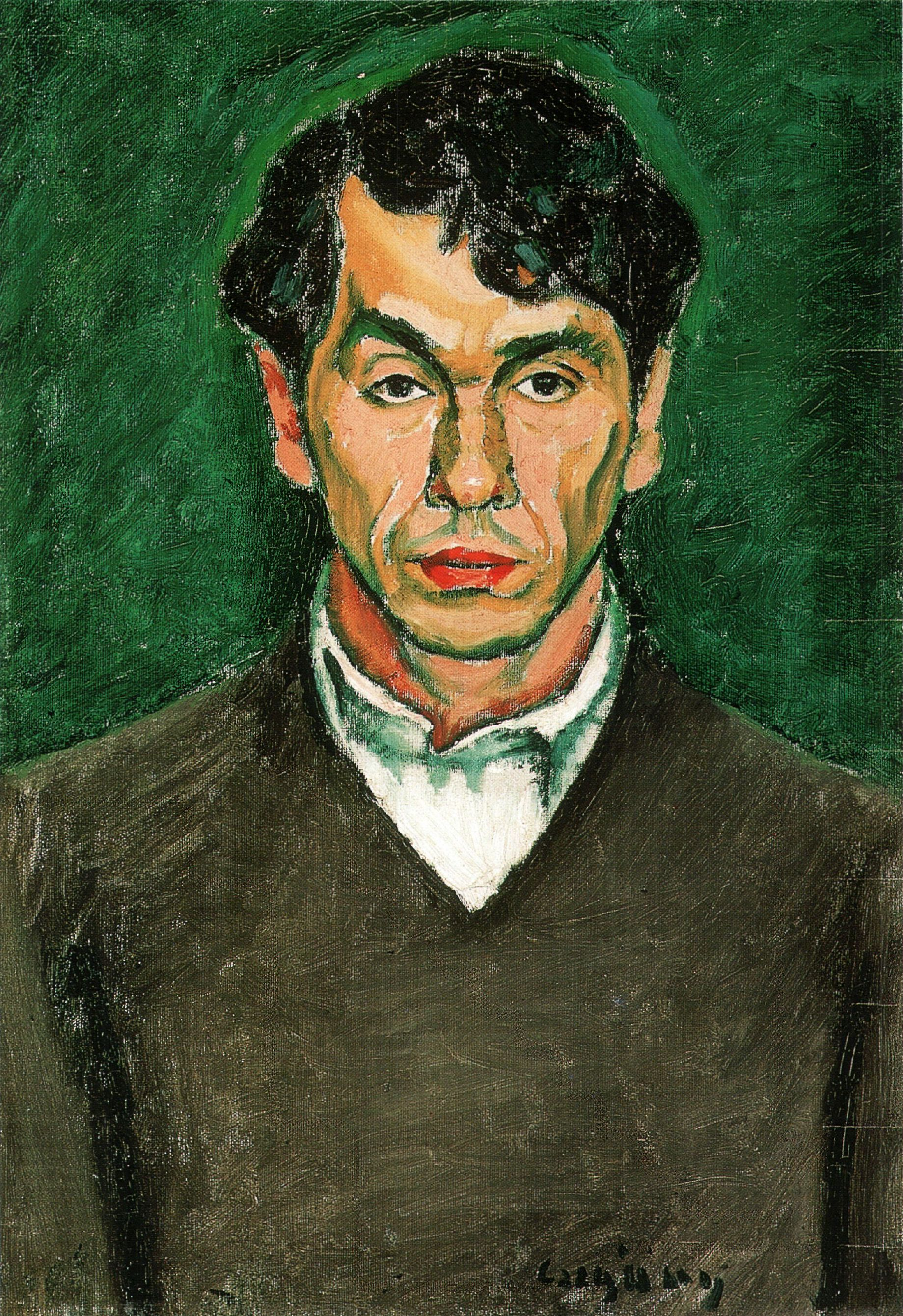
Dezső Czigány : Autoportrait (1909)

L'Académie Julian est l'école la plus populaire parmi les jeunes Hongrois : en 1901-1907, Dezső Czigány, Ödön Márffy, Béla Czóbel, Bertalan Pór, Róbert Berény, Géza Bornemisza, Sándor Galimberti, Csaba Vilmos Perlrott et Dezső Orbán y étudient avec, pour la plupart, Jean-Paul Laurens, peintre emblématique de l’art académique, comme maître. Ils ne s’attachent pas nécessairement à une seule école mais en fréquentent plusieurs au fil du temps. C'est ainsi, par exemple, que Csaba Vilmos Perlrott va à l'Académie Colarossi, comme en témoigne sa peinture à l'huile intitulée « École de peinture » (1907). Géza Bornemisza voit souvent Henri Matisse aux cours du soir de l'Académie de la Grande Chaumière. Au même moment, Béla Czóbel et Róbert Berény dessinent des croquis à l'Académie Humbert, où ils ont pour camarades de cours André Derain, Albert Marquet et Henri Manguin. 
Ödön Márffy s’inscrit à l'École des beaux-arts à l'automne 1902, où il est l'élève de Fernand Cormon pendant quatre ans, et se lie d'amitié avec Maurice Marinot, qui exposera avec les fauves, puis rencontre Matisse qui, renvoyé par Cormon, reviendra souvent rendre visite à ses "vieux copains".
En janvier 1908, Matisse ouvre son école libre, avec comme principaux disciples des peintres scandinaves, allemands et américains. Csaba Vilmos Perlrott et Géza Bornemisza sont les seuls Hongrois de Académie Matisse.

## Expositions, galeries, salons

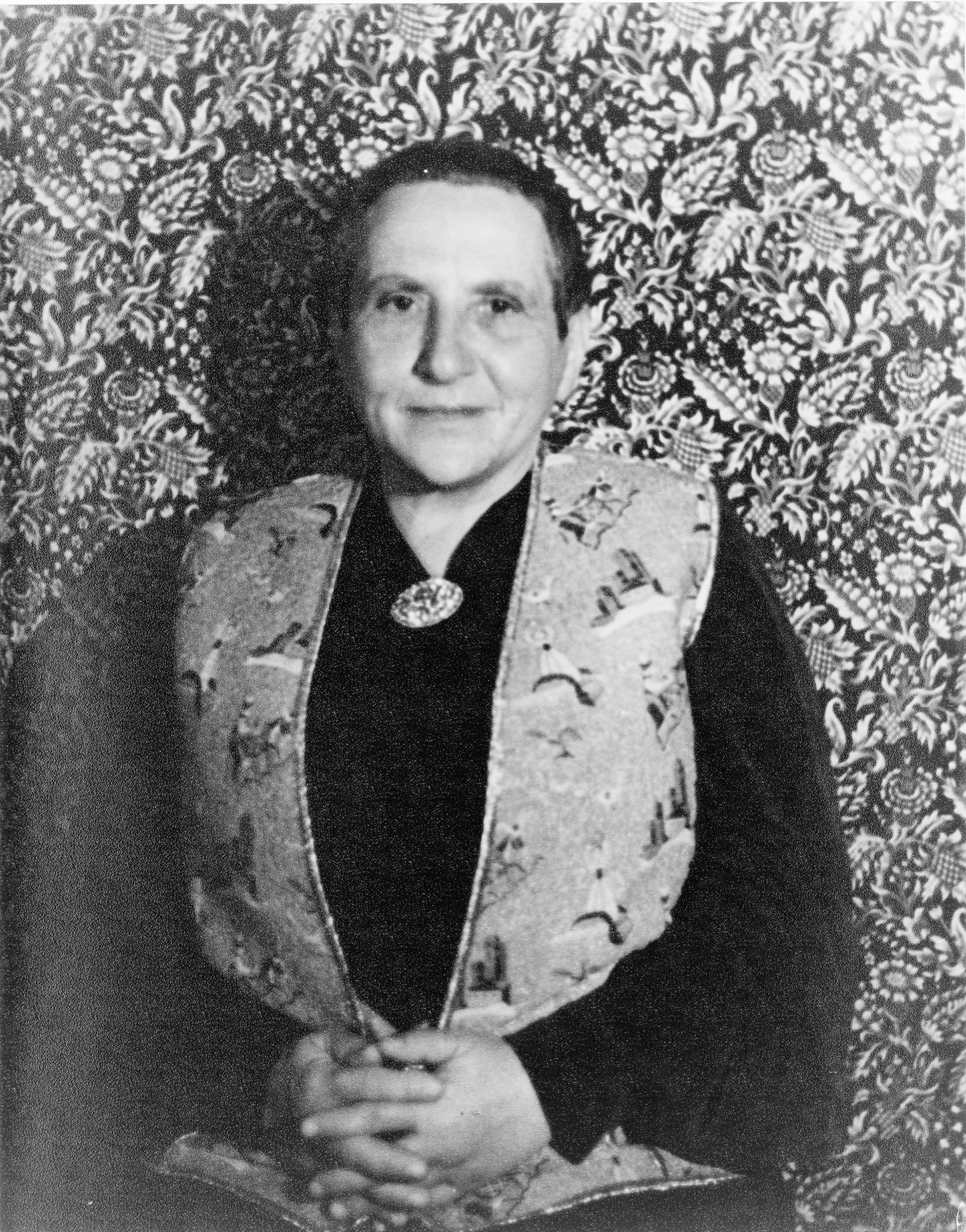
Gertrude Stein en 1934. Photo de Carl van Vechten (1880–1964).

Un grand nombre de Hongrois, Czóbel, Kernstok, Berény, Orbán, Bornemisza, Perlrott etc., visitaient fréquemment le salon parisien de Gertrude Stein, qui possède la collection de peinture contemporaine la plus importante de l'époque. Leur domicile, au 27 de la rue de Fleurus, était ouvert tous les samedis et les invités pouvaient non seulement y admirer leur collection riche en chefs-d'œuvre fauves, mais aussi y rencontrer les membres de l'élite artistique et littéraire moderniste.
La galerie d'Ambroise Vollard est aussi importante pour leur développement artistique que les académies parisiennes. Vollard sera le premier à monter une exposition individuelle pour Cézanne, Picasso et Matisse, il poursuivra avec Bonnard et Rouault, soutient Gauguin et achète la collection fauve de Derain et de l'atelier de Vlaminck. C'est donc dans sa galerie que ces peintres hongrois ont pu se familiariser avec les œuvres des postimpressionnistes, des nabis et des fauves.
Les fauves hongrois exposent régulièrement leurs œuvres au Salon d'automne et au Salon des indépendants. Les toiles de Czóbel se trouvaient en compagnie de celles de Matisse, Braque et Derain à partir du printemps 1906. Il est bientôt mentionné parmi les « plus sauvages » d’entre eux. Le critique Louis Vauxcelles lui attribue le titre de « fauve inculte »
; Gertrude Stein qualifie son nu de plus « effréné » que les œuvres de Matisse  et l'Américain Gelett Burgess, qui interviewe les fauves et les cubistes à Paris en 1908-1909, fait état de l'effet choquant de la brutalité des toiles de Czóbel.
De manière spécifique, bon nombre d'œuvres apparemment fauves n'ont pas été réalisées à Paris mais à Nagybánya, Nyergesújfalu, Kaposvár ou Kecskemét. József Nemes Lampérth représente un cas extrême : il peint son autoportrait fauve deux ans avant d’aller étudier à Paris.

## Ateliers des fauves en Hongrie

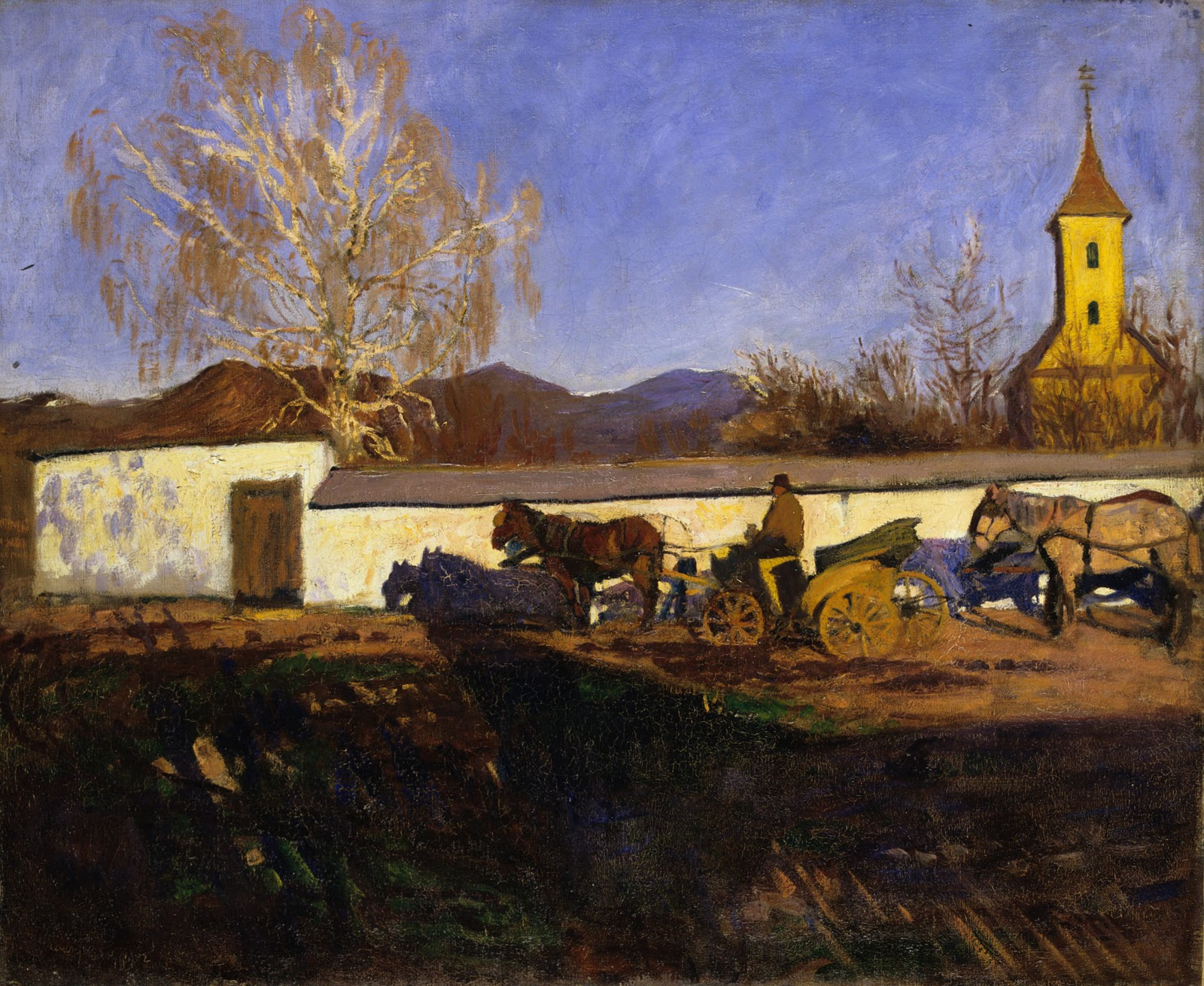
« Un matin en mars à Nagybánya » (1902). Károly Ferenczy (1862-1917).

### Les Néos de Nagybánya
À l’été 1906, Béla Czóbel arrive de Paris à la colonie de peintres de Nagybánya (actuellement : Baia Mare en Roumanie) avec ses nouvelles œuvres qui sont une révélation pour la jeune génération. István Réti, fondateur et théoricien de la colonie d'artistes déclare: « En 1906, Béla Czóbel a présenté à la colonie son nouveau style de peintures rapportées de Paris. […]A Nagybánya, et plus tard quand ce modèle se généralisera à Budapest aussi, les peintres donneront à la nouvelle tendance et ses variations le nom de néo-impressionnisme et aux disciples du mouvement, le nom de Néos ».
Czóbel ne retournera jamais à Nagybánya mais il a certainement joué un rôle clé dans le développement du mouvement « néo », et beaucoup de peintres de Nagybánya suivent le nouveau style, entre autres Géza Bornemisza, Tibor Boromisza, Valéria Dénes, Sándor Galimberti, Csaba Vilmos Perlrott, Sándor Ziffer et aussi Béla Iványi Grünwald.

### Kaposvár

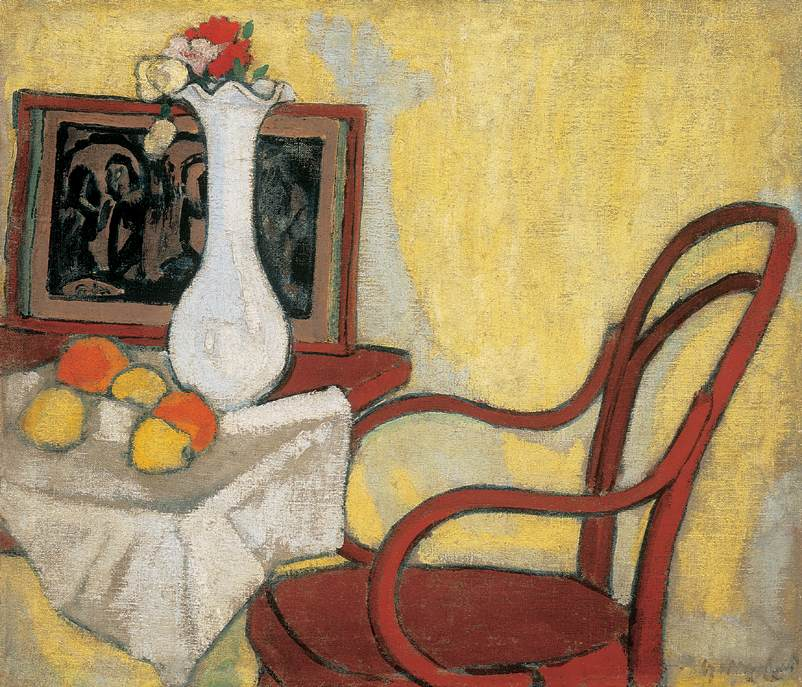
« Intérieur avec chaise » (ca 1908). Sándor Galimberti (1883-1915).

Bien qu'il n'y ait eu aucun centre de peinture à Kaposvár, il est important de le mentionner pour ces deux artistes exceptionnels que sont József Rippl-Rónai et Sándor Galimberti, qui y ont fait leurs premières armes artistiques avec comme thème les environs typiques de cette petite ville de Transdanubie du Sud. 
Rippl-Rónai rentre définitivement de France avant de la naissance du fauvisme  et son art est enraciné dans le mouvement nabi. Le développement intérieur de sa peinture par l'utilisation de couleurs lumineuses en tube et de contrastes vifs l’ont amené au fauvisme à bien des égards. Son style moucheté se compose de taches de couleurs non mélangées caractéristiques de sa « période maïs » qui s'est développée à Kaposvár.
Sándor Galimberti a également vu le jour à Kaposvár. Il y rencontre sa deuxième épouse, l’artiste Valéria Dénes, alors qu’il est étudiant d'István Réti à Nagybánya. Après 1910, le couple vit un long moment à Paris et leurs styles se sont progressivement ajustés l'un à l’autre, fort influencés par la personnalité et l'art de Matisse, Valéria Dénes ayant suivi des cours à l'Académie Matisse deux années durant.

### Nyergesújfalu

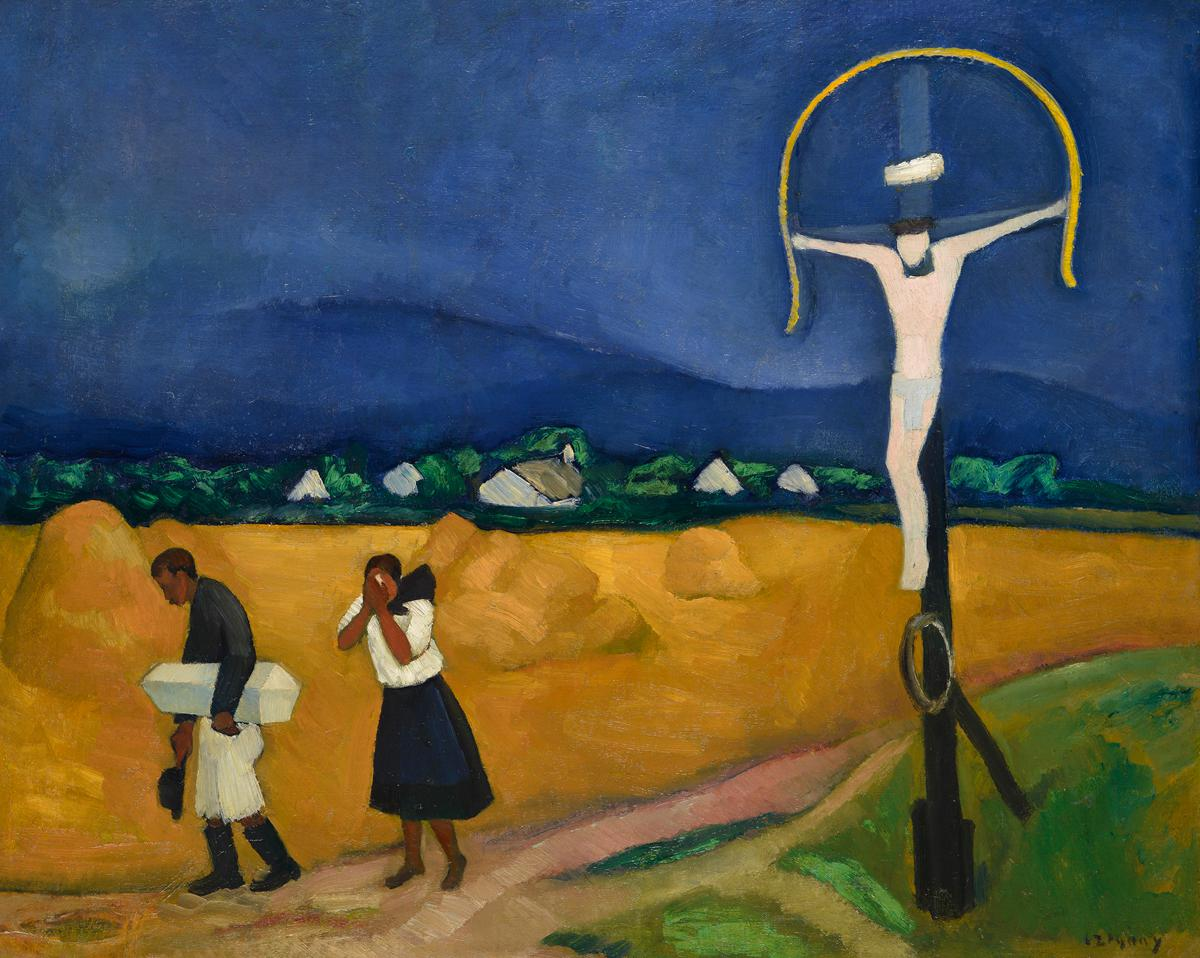
Enterrement d'un enfant (1910). Dezső Czigány (1883-1937).

Ce site danubien du Nord de la Hongrie sera d'une grande importance pour les fauves hongrois et mérite donc le nom de berceau spirituel des Huit. À partir de 1906, le vignoble de Károly Kernstok - le futur chef des Huit - reçoit la visite régulière d'artistes ouverts aux tendances modernistes, tels Dezső Czigány, Béla Czóbel, Ödön Márffy, Anna Lesznai, Dezső Orbán, Bertalan Pór, János Vaszary et Márk Vedres. Sont aussi présentes des figures dominantes de l’intelligentsia contemporaine qui ont joué un rôle crucial dans l'établissement du mouvement des Huit, tels le poète Endre Ady, le philosophe Georg Lukács, l'historien de l'art Károly Lyka, le collectionneur Marcell Nemes ou le journaliste Pál Relle. 
Ce « nouveau genre de peinture » allait s'imposer bien davantage dans la représentation humaine, spécialement dans le nu. Márffy s'est tourné avec passion vers la peinture de nu pour la première fois à Nyergesújfalu, lorsque, grâce à Kernstok, il était possible de trouver des modèles à prix modeste parmi les jeunes campagnards locaux. Certaines des peintures de Kernstok de cette période sont très proches du style de Márffy.

## Le mouvement des Huit
Le premier groupe hongrois d'avant-garde se compose d'artistes intéressés par le fauvisme, qui ont vécu à Paris, mais les représentants les plus caractéristiques des Néos de Nagybánya ne rejoindront pas le groupe. La moitié du groupe - Kernstok, Márffy, Pór, Berény – n'a jamais travaillé à Nagybánya et les autres - Tihanyi, Orbán, Czigány – n'entretiennent que des relations très lâches avec la colonie d'artistes alors que Czóbel, le membre fondateur, aura un rôle moins actif dans la vie artistique hongroise des deux décennies qui ont suivi 1907.
Leur première exposition, intitulée « Nouvelles peintures » et composée de 32 œuvres, forme une synthèse des réalisations du groupe et provoque un grand scandale. Les critiques et le public conservateurs se disent choqués par la représentation tordue et expressive des nus et les couleurs exceptionnellement lumineuses et artificielles. La seconde exposition des Huit se tient en avril 1911, mais la plupart des artistes avaient déjà profondément modifié leur style entretemps. 
Dans une revue rédigée en français, Dezső Rózsaffy, peintre et critique d’art du siècle dernier, écrit au sujet de l'exposition des Huit qui se tient en 1911 : « Nous avons aussi nos fauves tout comme Paris a les siens. Et s’ils sont moins ingénieux, moins âpres, moins individualistes, plus portés vers les concessions que leurs collègues parisiens, ce n’en sont pas moins des fauves » . Cette déclaration vient assez tardivement lorsque l'on sait qu'en 1911, il n'y a pratiquement plus de fauves en Hongrie et que cette deuxième exposition des Huit constitue déjà une forme de détachement par rapport au point de vue fauviste.

## Expositions rétrospectives
- Budapest, Galerie nationale hongroise: « Les fauves hongrois de Paris à Nagybánya. 1904-1914 », 21 mars – 30 juin. 2006.
- Céret, Musée d’art moderne: « Fauves hongrois. 1904-1914 », 20 juin 2008 – 12 octobre 2008
- Le Cateau-Cambrésis, Musée départemental Matisse: « Fauves hongrois. 1904-1914 », 25 octobre 2008 – 22 février 2009.
- Dijon, Musée des Beaux-Arts: « Fauves hongrois. La leçon de Matisse. 1904-1914 », 13 mars 2009 – 15 juin 2009.
- Bruxelles, Hôtel de Ville: « Dialogues de fauves », 2 décembre 2010 - 20 mars 2011.
- Paris, Musée d’Orsay: « Allegro Barbaro. Béla Bartók et la modernité hongroise (1905-1920) », 15 octobre 2013 - 5 janvier 2014.

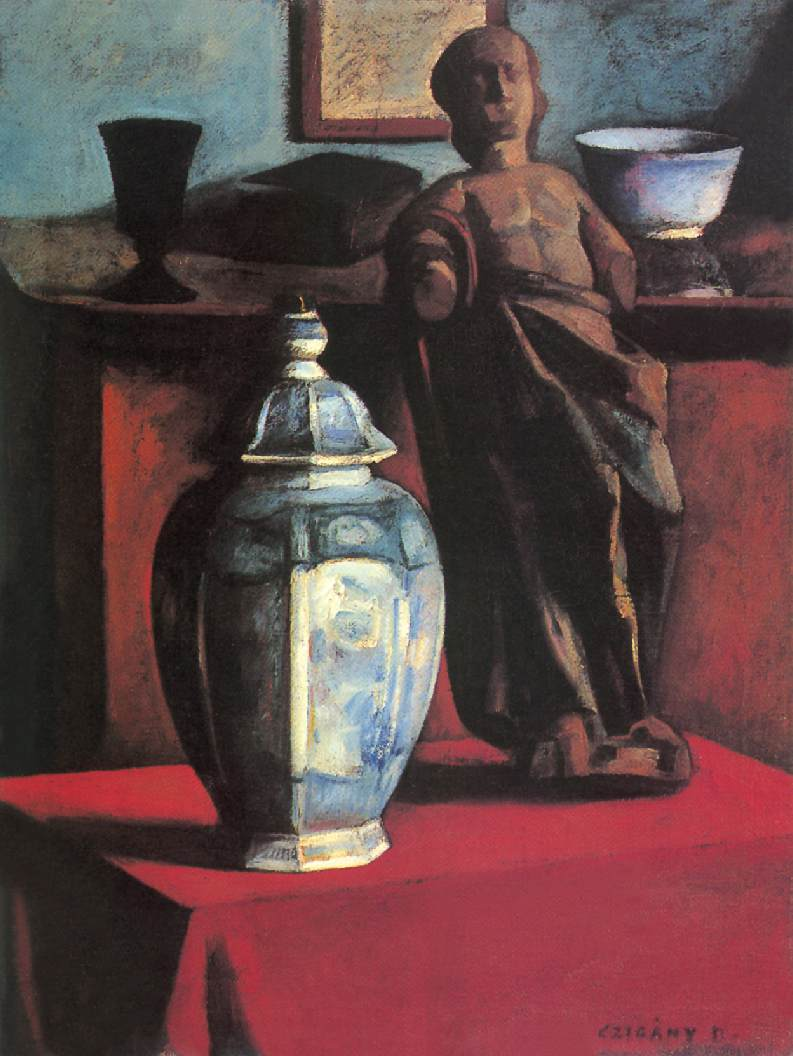
« Nature morte au studio »  (1910).Czigány Dezső . Janus Pannonius Museum, Pécs.
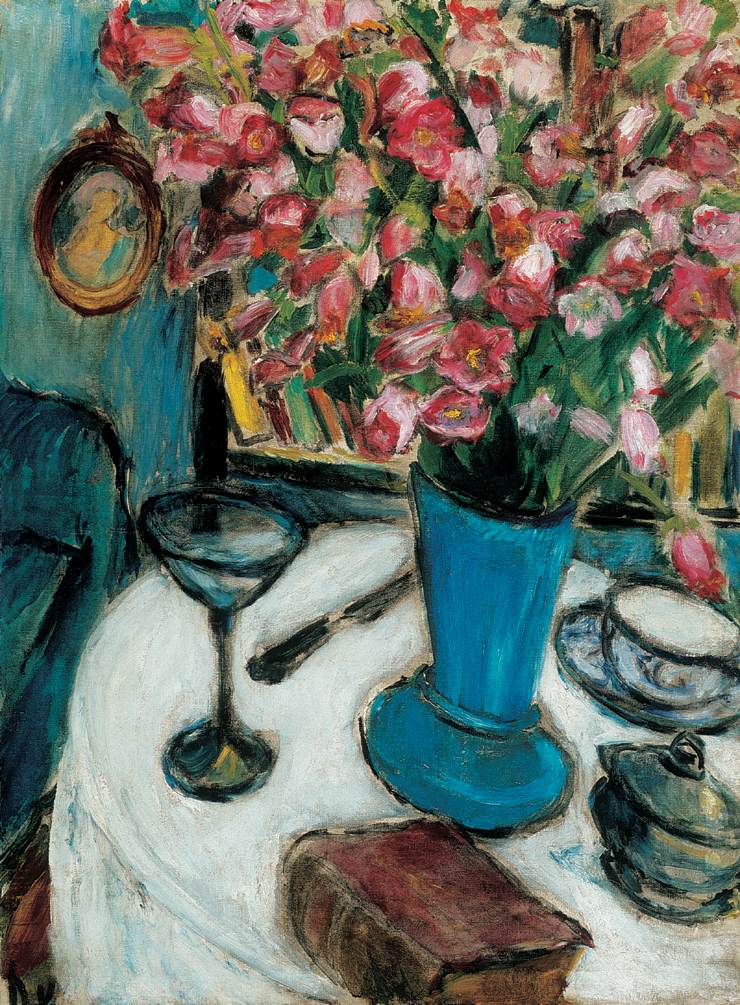
« Nature morte aux fleurs ». (1908-1910). Valéria Dénes.
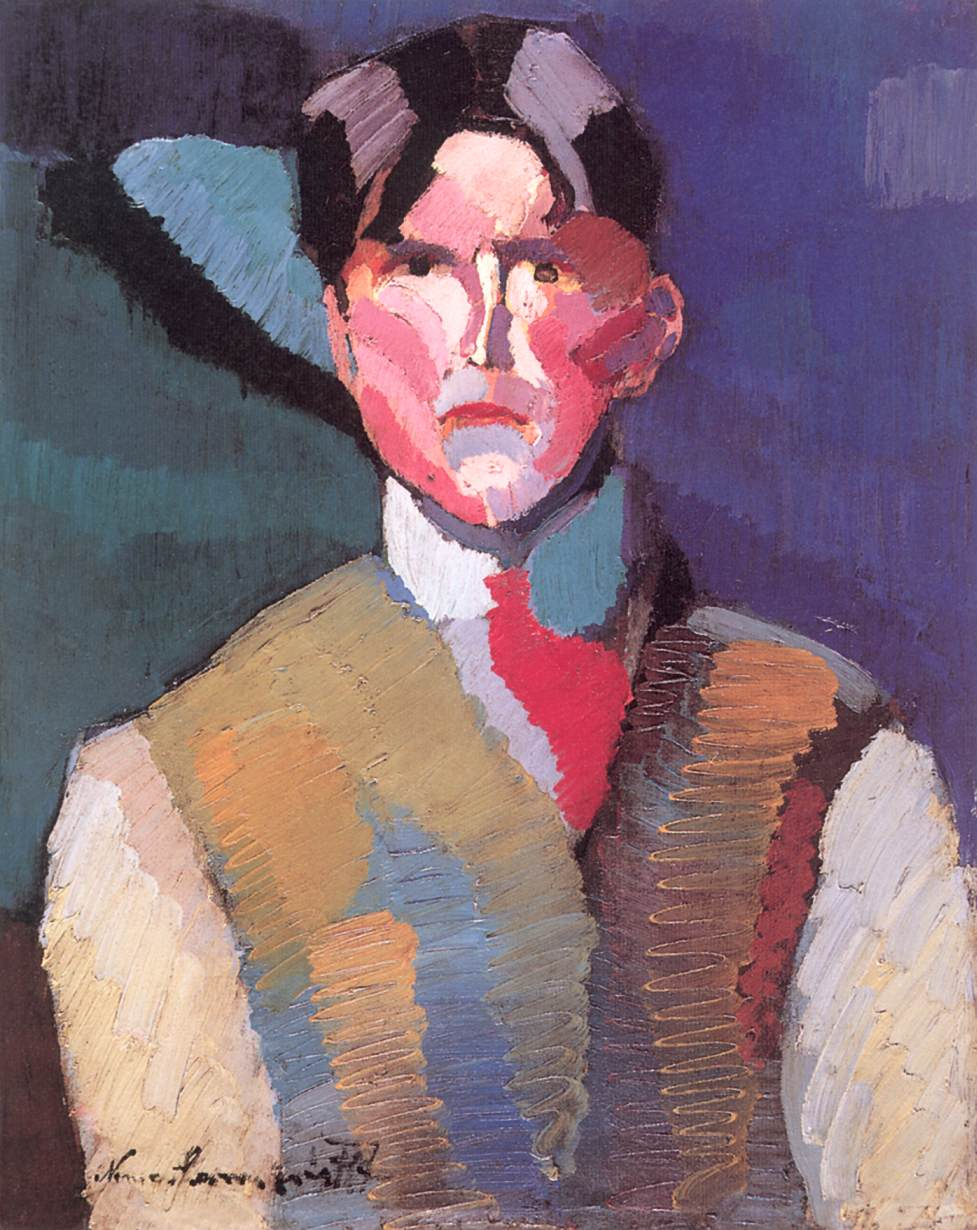
« Autoportrait » (1911). Nemes Lampérth József (1891-1924). Galerie Nationale Hongroise. Budapest.
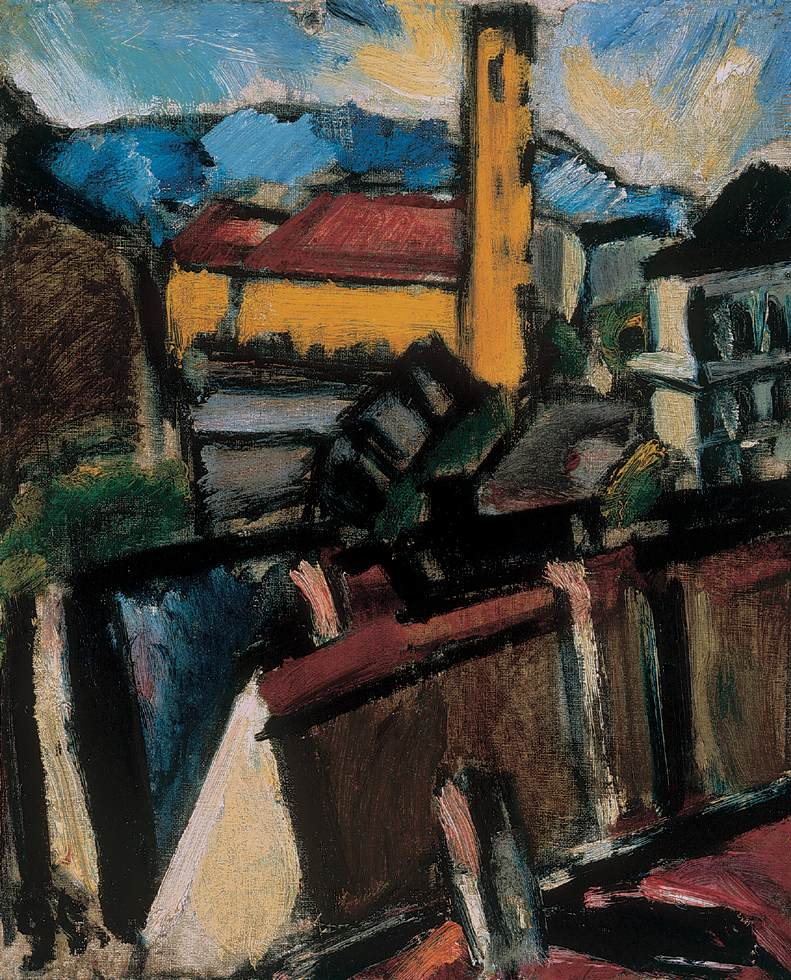
« Vue d'Óbuda » (1911). Sándor Galimberti (1883-1915).